# Фаннинг, Эдмунд
Э́дмунд Фа́ннинг (16 июля 1769 — 23 апреля 1841) — американский исследователь и мореплаватель. Родился в городе Стонингтон (штат Коннектикут). Уже в 13 лет в качестве юнги отправился впервые жизни в море и к 24 годам стал капитаном брига, побывав впервые в южной части Тихого океана.
Был очень успешным торговцем и сделал состояние на торговле с Китаем, продавая там в обмен на шёлк, чай и специи шкуры китов, отловленных в Тихом океане. В 1797—1798 годах, уже в качестве хозяина судна «Бетси», Фаннинг открыл три острова в южной части Тихого океана: Табуаэран, Тераина (эти два острова являются территорией Республики Кирибати) и Пальмира (часть Внешних малых островов США).
Представляя интересы американских инвесторов, Фаннинг был агентом свыше 70 коммерческих экспедиций и морских путешествий. В  1833 году  вышла  книга  его воспоминаний «Путешествия вокруг света».
Умер в 1841 году в городе Нью-Йорк (США).